# Hofstetten (Falkenstein)
Hofstetten bei Falkenstein (Oberpfalz) ist ein Exerzitien- und Bildungshaus der Pallottiner. Die angebotenen Besinnungswochenenden, Einkehrtage, Exerzitien, Kurse und Freizeiten werden teils vom eigenen Team, teils von auswärtigen Referenten durchgeführt.
Darüber hinaus ist Hofstetten das spirituelle Zentrum des Apostolatskreises Hofstetten, einer Gruppe engagierter Christinnen und Christen, die im Geiste Vinzenz Pallottis ihren Glauben leben und weitergeben wollen.
Wenngleich Hofstetten heute ein spirituelles Zentrum ist, so bleibt es auch Apostolatshaus, das Förderer und Mitarbeiter im Werke Pallottis betreut. Pallottiner unterstützen damit ihre Missionsarbeit in aller Welt, tragen zur Brüder- und Priesterausbildung ihrer Provinz bei und tragen die apostolische Arbeit der Pallottiner mit.

## Geschichte
Bis Anfang des 20. Jahrhunderts war der Bauernhof in der Falkensteiner Gegend als „Erlhof“ bekannt. Die letzten Bauern, die den Hof bewirtschafteten, waren Josef und Maria Meindl. Die Hauschronik berichtet, dass Maria Meindl im Jahr 1882 schwer erkrankte. In einem Traum sah sie auf ihrem Hof einen Geistlichen, der inmitten vieler Leute die heilige Messe las. Nach der unerwarteten Genesung von Frau Meindl hegte das kinderlose Ehepaar den Wunsch, dass aus ihrem Anwesen einmal eine geistliche Niederlassung werden sollte. Zunächst baute das Ehepaar Meindl auf seinem Grundstück 1885 eine kleine Kapelle. Nach dem Tod von Maria Meindl im Jahr 1905 ließ ihr Mann 1906 die Sakristei vergrößern und er kaufte eine Orgel für den Gottesdienst.
Durch eine zweite Heirat 1907 war Josef Meindl in den Besitz von jetzt insgesamt drei Anwesen gekommen. Zu diesem Zeitpunkt wollte er den Erlhof endgültig seiner Bestimmung zuführen. Da er aber vergeblich eine Ordensgemeinschaft zur Übernahme des Hofes suchte, übertrug er ihn 1913 der Diözese Regensburg mit der Auflage, dass an jedem Sonn- und Feiertag in der Kapelle eine heilige Messe gefeiert werden sollte.
Im Jahr 1914 verpachtete die Diözese das Anwesen an Benediktiner. Bereits vier Jahre später ließen der Orden den Pachtvertrag nicht mehr erneuern, denn das Anwesen war ihm zu klein. 1919 übernahmen die Pallottiner den Hof. Der alte Hof wurde abgerissen. In den Jahren 1920 bis 1924 errichteten die Pallottiner mit großem Aufwand und mit Unterstützung der Anwohner ein neues Stallgebäude und ein neues Wohnhaus. Die Einweihung der Hauskapelle fand am 20. September 1925 statt.
Der einstige Erlhof war zunächst von 1924 bis 1926 Kleriker-Noviziat der norddeutschen Pallottiner-Provinz, dann von 1926 bis 1930 ein Spätberufenen-Haus für die unteren Gymnasialstudien. In den folgenden Jahren diente Hofstetten als Erholungsheim für die Provinz und von 1948 bis 1965 als Brüder-Noviziat. Das Anwesen wurde als landwirtschaftlich-handwerklich ausgerichteter Gutshof ausgebaut. Nach der Verlegung des Brüder-Noviziats wurden Fremdenzimmer eingerichtet, und ab 1968 war Hofstetten hauptsächlich ein Erholungshaus für Senioren.

## Bekannte Pallottiner in Hofstetten
- Klaus Schäfer SAC, Autor und Seelsorger insbesondere zu Trauerarbeit und Fragen des Hirntodes